# Julian Sochocki
Julian Karol Sochocki (ur. 24 stycznia?/5 lutego 1842 w Warszawie, zm. 14 grudnia 1927 w Leningradzie) – polski matematyk pracujący w Rosji, profesor Uniwersytetu w Petersburgu.

## Życiorys
Był synem Bazylego Sochockiego (1799-1865) i Józefy Sochockiej, z d. Lewandowskiej. Miał młodsze rodzeństwo, brata i dwie siostry. Jego ojciec przez wiele lat służył w wojsku. Po powstaniu listopadowym był adiunktem Komisji Rządowej Sprawiedliwości.
W 1860 ukończył w Warszawie z wyróżnieniem gimnazjum, w klasie o profilu matematyczno-fizycznym. W tym samym roku rozpoczął studia na Uniwersytecie Petersburgu, które musiał przerwać po roku, z uwagi na udział w nabożeństwie żałobnym w intencji ofiar ataku carskiej policji na uczestników procesji 27 marca 1861 w Warszawie. Przez kolejne trzy lata mieszkał w Warszawie, gdzie studiował samodzielnie matematykę, angażował się także w pomoc powstańcom styczniowym. W 1864 powrócił do Petersburga, w 1866 zdał egzaminy końcowe na uniwersytecie jako wolny słuchacz, w 1868 obronił pracę magisterską i rozpoczął zajęcia jako docent prywatny. W 1869 został na Uniwersytecie w Petersburgu docentem etatowym. W 1873 obronił pracę doktorską Об определённых интегралах и функциях, употребляемых при разложениях в ряды i został profesorem nadzwyczajnym. W 1883 został profesorem zwyczajnym, a w 1893 profesorem zasłużonym swojej uczelni. Kilkukrotnie był dziekanem wydziału fizyczno-matematycznego. Przez ok. 40 lat kierował też katedrą matematyki w Instytucie Inżynierów Cywilnych
Jego najważniejsze prace nie były znane poza Rosją. W 1868 opublikował w swojej pracy magisterskiej twierdzenie o zachowaniu funkcji analitycznej w otoczeniu istotnej osobliwości, sformułowane niezależnie przez Felice Casoratiego (również w 1868) i Karla Weierstrassa (w 1876) i nazywane zwykle twierdzeniem Weierstrassa, jak również jako pierwszy zastosował rachunek na residuach do wielomianów Legendre’a (co przypisuje się Hermannowi Laurentowi). W pracy doktorskiej z 1873 przedstawił twierdzenie na wartości graniczne całek Cauchy'ego. Przedstawił się także wzory odkryte ponownie przez Josip Plemelja (i nazwane wzorami Sochockiego-Plemelja) mające zastosowanie w rozwiązywaniu zagadnień brzegowych teorii funkcji i w teorii singularnych równań całkowych.
Był cenionym wykładowcą. Jako pierwszy w Rosji wykładał teorię funkcji analitycznych. Jego książki poświęcone algebrze wyższej i teorii liczb zostały uznane za podstawowe podręczniki na większości rosyjskich uniwersytetów. Wśród jego studentów (na uniwersytecie lub w Instytucie Inżynierów Cywilnych) byli m.in. Władysław Natanson, Andrzej Pszenicki, Jan Ptaszycki, Leon Staniewicz, Wiktor Staniewicz i Jan Żarnowski.
W 1894 został członkiem korespondentem Akademii Umiejętności w Krakowie.
Z małżeństwa z Aleksandrą Omielińską miał dwóch synów i córkę. Żona i dzieci zmarli przed nim. On sam mieszkał do śmierci w domu uczonych w Leningradzie. Został pochowany na cmentarzu przy Nowodziewiczym Monasterze Zmartwychwstania Pańskiego.